# Бураков, Григорий Ефимович
Григорий Ефимович Бураков  (1927 — 1974) — бригадир монтажников строительно-монтажного поезда № 159 на строительстве железнодорожной линии Сталинск — Абакан, Тюменская область, участник Великой Отечественной войны, Герой Социалистического Труда (1960).

## Биография
Родился 25 сентября 1927 года в селе Степное Ямпольского района Сумской области Украинской ССР. Из крестьян. Окончил неполную сельскую школу.
С началом Великой Отечественной войны, с 1941 года работал в колхозе в родном селе. В 1941-1943 годах пережил немецкую оккупацию. После освобождения Сумской области продолжил работу в колхозе.
В 1944 году призван в Красную Армию. Участник Великой Отечественной войны с 1944 года. После войны продолжал военную службу ещё 6 лет. В 1951 году был демобилизован из рядов Советской армии.
С 1951 года работал в строительно-монтажном поезде № 159 Абаканского управления железнодорожного строительства (с 1959 года - трест «Абаканстройпуть»): автослесарь, монтажник, бригадир монтажников. Трудился на строительстве железных дорог Сталинск - Абакан и Абакан - Тайшет. Проявил мужество и трудовой героизм при работе в сложных природно-климатических условиях.
За выдающиеся достижения в труде при сооружении железнодорожной линии Сталинск - Абакан Указом Президиума Верховного Совета СССР от 19 мая 1960 года Буракову Григорию Ефимовичу присвоено звание Героя Социалистического Труда с вручением Медали «Серп и Молот» и Орденом Ленина .
В 1968 году переехал в Тюмень и продолжил работу бригадиром монтажников строительно-монтажного поезда №	280 в управлении строительства «Тюменьстройпуть». Его бригада трудилась на строительстве железнодорожной линии Тюмень - Нижневартовск, в том числе железнодорожных узлов в Тюмени и в Тобольске, станций Войновка и Картымская. Также принимал участие в строительстве Тюменского судостроительного завода. Тюменского аэропорта, ряда иных производственных объектов.
Член ВКП(б)/КПСС. Член Тюменского городского комитета КПСС. Депутат ряда районных Советов народных депутатов в Хакасской автономной области и в Тюменской области.
Трагически погиб 24 июня 1974 года при тушении пожара на производственном объекте.
Награждён орденом Ленина (19.05.1960), медалями.

## Награды
- Медаль «Серп и Молот» (19.05.1960)[1]
- Орден Ленина (1960)

## Память
Именем Героя назван проезд в Тюмени.